# Igreja Reformada Evangélica em Portugal
A Igreja Reformada Evangélica em Portugal (IREP), anteriormente conhecida como Igreja Reformada em Portugal (IRP), é uma denominação protestante reformada continental, fundada em 1976, em Portugal, por portugueses que retornaram ao país depois de se converterem à Fé Reformada na África do Sul.

## História
Na década de 1970, diversos conflitos atingiram a Angola e Moçambique, quando os movimentos pela independência das colônias de Portugal tornaram-se mais intensos. Fugindo dos conflitos, diversos portugueses se refugiaram na África do Sul.
Neste período, a Igreja Reformada Holandesa na África do Sul (NGK) iniciou um trabalho de evangelização entre os portugueses residentes no país. A partir deste trabalho evangelístico, surgiram 5 congregações da NGK de língua portuguesa na África do Sul.
Todavia, em 1976, diversos dos membros portugueses começaram a retornar para Portugal, após o fim dos conflitos. No ano seguinte, o pastor Petrus Arnoldus Pienaar começou a visitar o país, para atender os portugueses. Em 1983, o pastor se mudou para Portugal.
Foram então formadas duas congregações reformadas portuguesas em 1985, em Lisboa e Porto, que continuaram sendo apoiadas pela NGK.